# Ça déménage !
Ça déménage ! est le quatorzième tome de la série Journal d'un dégonflé. Il a été écrit et illustré par Jeff Kinney. Le livre, sorti le 5 novembre 2019 dans sa version originale, est publié en français le 7 novembre 2019.

## Mars
Greg et Susan organisent une brocante. Greg demande à Robert de lui rendre un service, mais celui-ci ne semble pas bien comprendre la mission.

## Avril
Reba, la grand-tante de Greg, est morte. La famille se rend aux mauvaises funérailles. Au dîner, en discutant avec les siens de la manière dont ils dépenseront leur héritage, Greg suggère que chacun pourrait avoir son propre espace. Rodrick veut acheter un bus, Manu des chocolats, et Frank veut agrandir son diorama de la guerre civile. Susan lit par ailleurs les aventures d'un ornithorynque qui s'appelle Oscar à Manu.

## Mai
Greg veut échanger sa maison avec Robert, mais celui-ci ne le peut pas. Des travaux vont être organisés chez les Heffley mais Frank n'est pas tout à fait d'accord avec la manière dont Greg retient ses leçons. De plus, Frank veut responsabiliser ses fils.

## Juin
Greg rate un test. Dans un premier temps, il pense que sa famille et lui vont devoir déménager et il souhaite en parler à Robert le plus doucement possible, mais il craque. Finalement, à cause d'un dégât occasionné, les acheteurs se rétractent et les Heffley restent.

## Anecdotes
- Le livre est de couleur grise.
- Le croquemitaine joue le rôle du méchant dans ce roman. Dans le tome 10, Frank l'avait inventé. Il le joue aussi dans Zéro réseau (tome 10).